# Blarina carolinensis
Blarina carolinensis — сіра короткохвоста землерийка, що мешкає на сході Сполучених Штатів.

## Опис
Blarina carolinensis — найменша землерийка у свому роді, її загальна довжина становить від 7 до 10 см, а вага — менше 14 г. Вид має порівняно важке тіло з короткими кінцівками та товстою шиєю, довгою загостреною мордою та вухами, які майже приховані м'якою густою шерстю. Волохатий хвіст відносно короткий, розміром від 1,2 до 2,5 см. Лапи пристосовані для копання, п'ять пальців закінчуються гострими вигнутими кігтями. Хутро шиферно-сіре, знизу блідіше.

## Поширення і середовище проживання
Blarina carolinensis зустрічається на південному сході Сполучених Штатів, від південної Вірджинії до східного Техасу, до центральної Оклахоми та в долині Міссісіпі аж до південного Іллінойсу. У цьому регіоні він зустрічається переважно в соснових лісах. Однак вони варіюються від сухих до вологих і навіть болотистих місць проживання, а також порушених лісів і покинутих сільськогосподарських угідь.

## Біологія і поведінка
Раціон складається з комах, кільчастих черв'яків, гіпогенних грибів, слимаків і равликів, багатоніжок і павуків. До відомих хижаків належать змії, яструби, сови та лисиці. Відомо, що равлики запасаються на зиму. Слина отруйна і впорскується в рани здобичі зубами. Його отрута достатньо сильна, щоб вбити мишей, але не смертельна для людей, хоча й викликає сильний біль.
Вид має високий метаболізм і за день з'їдає приблизно половину своєї маси тіла. Він орієнтується та знаходить здобич за допомогою ехолокації.
Blarina carolinensis — тварина соціальна; відомо, що він ділиться своїми системами нір з кількома особами. Самець і самка живуть разом у період перед розмноженням. Нори побудовані в два шари, один біля поверхні, а більш глибокий з'єднується під нею. Нори часто будуються під колодами, які можуть бути проникнуті та стільникові, якщо колода гнила.

## Розмноження
Сезон розмноження триває з березня по листопад, і самиці мають два-три посліду на рік. Період вагітності триває від 21 до 30 днів, і кожен послід складається з двох-шести дитинчат. Молодняк вирощується в гніздах з трав і листя в кінці тунелю, що досягає приблизно 30 см під землею, або в гнилих колодах.